# Franck Auriac
Pour les articles homonymes, voir Auriac.
Franck Auriac, né le 3 octobre 1935 à Saint-Paul-de-Salers (Cantal) et mort le 20 décembre 2017 à Montpellier, est un géographe français.

## Biographie
Il était fils d'instituteurs laïques, une mère pupille de la Nation, un père boursier de l'enseignement car issu d'un milieu très modeste du monde agricole.
De l'école primaire de Le Monteil (Cantal) à l'E.N.S.E.T. de Cachan, il passe par le lycée Émile Duclaux à Aurillac (Cantal) où il reçoit l'enseignement de Pierre Wirth (écrivain), qui l'ouvre à la géographie et pour qui il gardera toujours une grande estime.
Membre dès la première heure du Groupe Dupont, il enseigne à l'Université Paul Valéry de Montpellier, puis devient professeur à l’Université d’Avignon. Il a assuré les fonctions de codirecteur de la revue Mappemonde (1995) et dirigé, avec Denise Pumain et Thérèse Saint-Julien, la publication de l'Atlas de France de la Maison de la géographie de Montpellier (14 volumes et 1 CD).
Par ailleurs il était l'oncle d'Alain Calmette, ancien maire d'Aurillac et ancien député du Cantal.

## Approche
Franck Auriac a marqué la géographie contemporaine au renouveau de laquelle il a contribué par ses travaux sur l’analyse systémique de l’espace. Les géographes français de sa génération, qui « se sont ouverts sur la géographie anglo-saxonne à la fin des années 1960 et au début des années 1970 n’ont pu qu’être interpellés par les affirmations systémiques » que l’on trouve chez plusieurs auteurs tels : Brian Berry, Peter Haggett, Allan Pred et d’autres. Franck Auriac compte parmi les « nouveaux géographes », avec d'autres théoriciens-quantitativistes tel François Durand-Dastès, Henri Reymond, Henri Chamussy ou encore André Dauphiné, qui ont « développé un usage approfondi, fondamental, de l’idée de système », ainsi que Denise Pumain et Thérèse Saint-Julien ensuite (sur les villes).

### Thèse
Sa thèse, Le vignoble languedocien - Système économique et espace, soutenue en 1979, est apparue comme « le prototype d’un nouveau régime de la recherche, que l’on peut qualifier a posteriori de constructiviste ». Cette thèse prend la Théorie du système général (TSG) pour grille d’analyse principale . Il ressort de la thèse de Franck Auriac : qu’il n’y a « de systèmes qu’économiques et sociaux. L’idée qu’un système puisse être une entité autonome (en quelque sorte  originellement 'spatial') est exclue d’emblée. L’espace géographique est produit par des systèmes économiques et sociaux, il n’a pas d’autonomie ». Ce dernier est en quelque sorte 'second', même « s’il rétroagit sur le système qui l’a engendré, pouvant même « tendanciellement provoquer un changement radical, décisif ».
Par la démarche qu’il adopte Franck Auriac met en pratique « une rupture décisive dans la prise en compte de l'objet « vignoble » par la géographie. Le vin cesse d'être l'enjeu et l'horizon de l'analyse, de sorte que l'on ne peut plus parler de « géographie viticole ». La rupture est surtout méthodologique : au lieu d'aller quêter une illusoire spécificité régionale, l'auteur postule un 'vignoble-système, [c’est-à-dire un] vignoble explicable par une totalité qui l’organise, d’où le choix d’une méthode intégrative'. Le vignoble languedocien n’est pas choisi comme objet d’étude pour lui-même mais comme étude de cas, comme exemple, comme étape de recherche. « La démarche est première, l'objet second ».

## Publications
- Avec François Durand-Dastès (1991), « Réflexions sur quelques développements récents de l'analyse de systèmes dans la géographie française », Brouillons Dupont, n° 7, 1981, p. 71-80.
- (1983), « Espace et système » dans Bulletin de la Société Languedocienne de géographie, 1983, 1-2, p. 35-51.
- (1982), Système économique et espace. Un exemple en Languedoc, Paris, Economica -Thèse soutenue en 1979
- Avec Aliette Delamarre (1991), « Cartographie de l’offre des équipements et des services en France », Mappemonde, n° 4, pp. 23-26, [lire en ligne]
- Avec Roger Brunet (ouvrage coordonné par), Espaces, jeux et enjeux, Fayard
- (2003), « Analyse spatiale et matérialisme : introspection », Géocarrefour, Vol. 78/1, pp. 7-11. [lire en ligne] ; DOI : 10.4000/geocarrefour.35.
- Avec Michel Sivignon (2003), Atlas de la Grèce, La Documentation française
- Avec Denise Pumain et Thérèse Saint-Julien (Dir., 1995-2007), ATLAS de France, 14 volumes et 1 CD (2007), Maison de la géographie, GIP RECLUS, Montpellier.